# Rägavere (Rakvere)
Rägavere (Duits: Raggafer) is een plaats in de Estlandse gemeente Rakvere vald, provincie Lääne-Virumaa. De plaats heeft 39 inwoners (2021) en heeft de status van dorp (Estisch: küla).
Het dorp viel van oudsher onder de parochie van de kerk in Viru-Jaagupi, maar is in een andere gemeente terechtgekomen.

## Het landgoed Rägavere
Het landgoed bij Rägavere (Estisch: Rägavere mõis) ontstond in 1540, toen de Duits-Baltische broers Wolmar en Dietrich Brackel het landgoed van Mõdriku in tweeën deelden. Dietrich kreeg Rägavere. Tot aan de landhervorming van 1919, toen het onafhankelijk geworden Estland het land van de grootgrondbezitters verdeelde onder de pachters, was het landgoed in handen van een reeks adellijke families, zoals von Paykull, von Knorring, von Kaulbars en Pilar von Pilchau. Vanaf de jaren 1860 was het landgoed in handen van de familie von Dehn. Karl von Dehn was de laatste eigenaar.
Het huidige hoofdgebouw van het landgoed is gebouwd in de jaren 1770 en 1780, onder de von Kaulbars. Op het eind van de 19e eeuw kreeg het gebouw een extra vleugel. Het interieur van het gebouw is rijk gedecoreerd in Rococostijl. Tussen 1922 en 1977 was in het gebouw een school gevestigd. Na het kasteel Palmse was het landhuis in Rãgavere in de late jaren zeventig het tweede landhuis dat ten tijde van de Estische Socialistische Sovjetrepubliek werd gerestaureerd. De initiatiefnemer was Erich Erilt, voorzitter van de grote collectieve boerderij (kolchoz) Eduard Vilde nimeline kolhoos, genoemd naar de schrijver Eduard Vilde (1865-1933). Sinds 1990 is het landhuis particulier bezit.
Ten noordoosten van het landhuis bevindt zich een kerkhof waar vroegere eigenaren van het landgoed begraven liggen. Er staat ook een ruïne van een kleine kapel.

## Foto’s

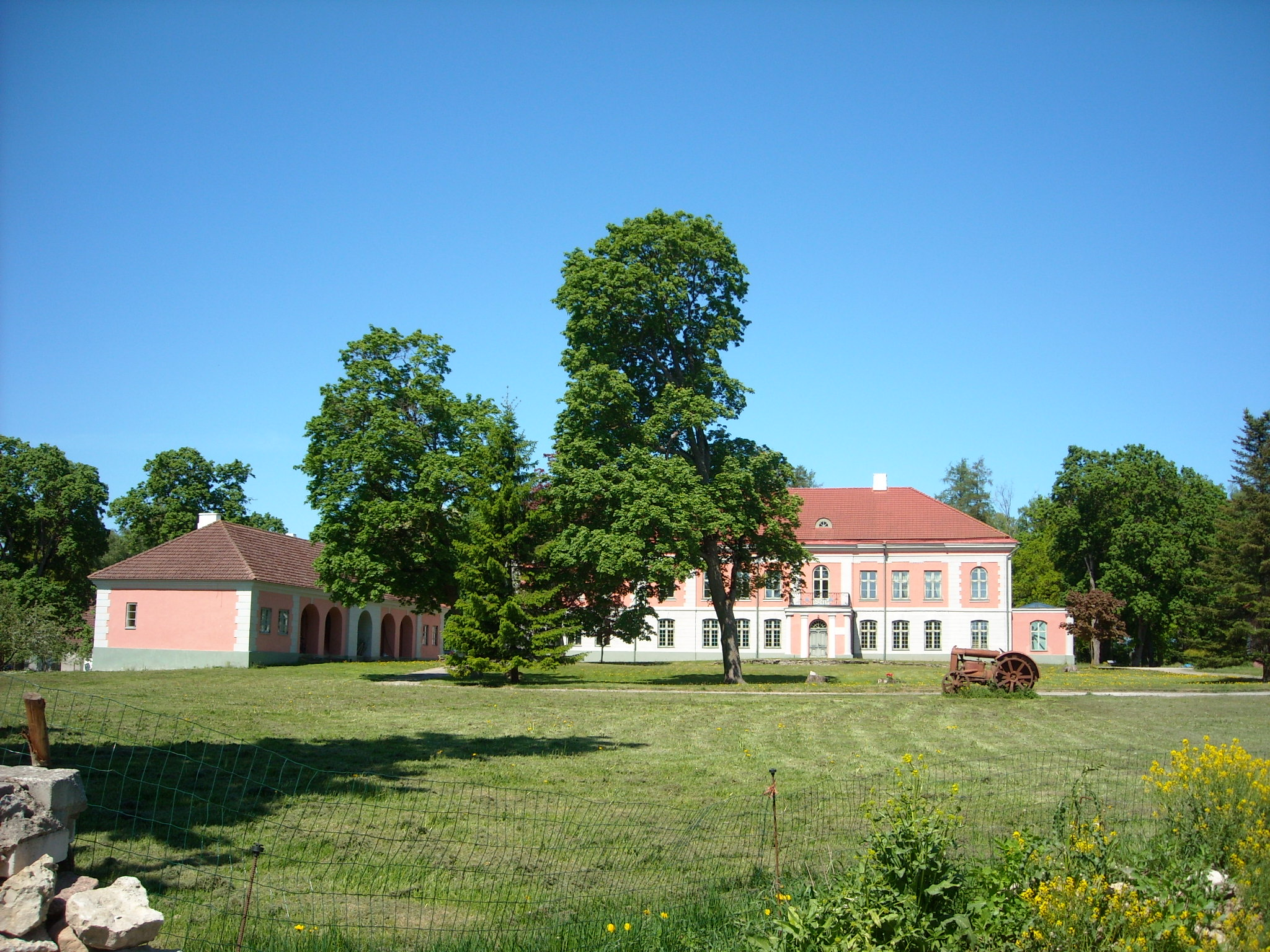
Het landhuis van Rägavere
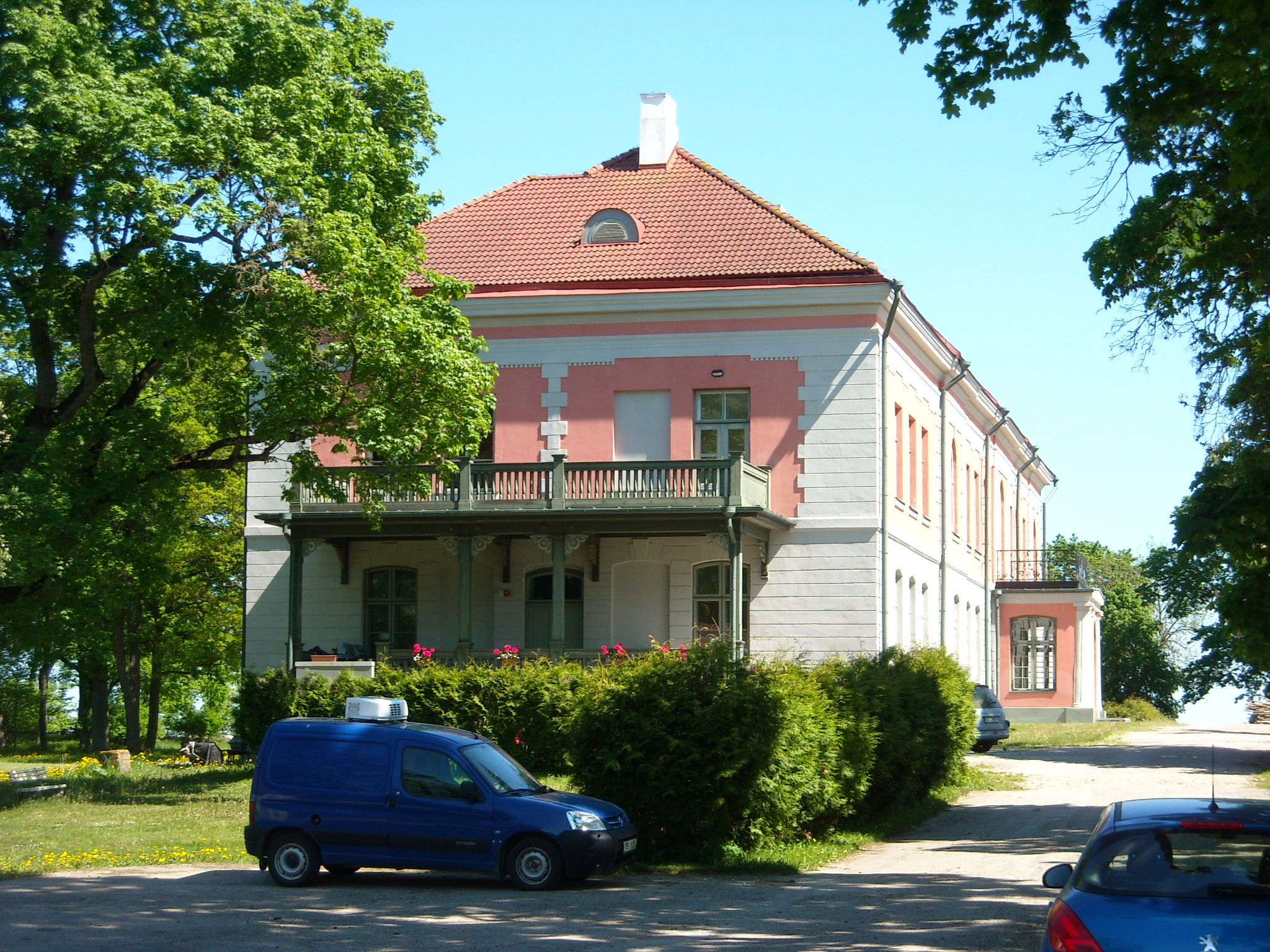
Het landhuis van Rägavere, zijaanzicht
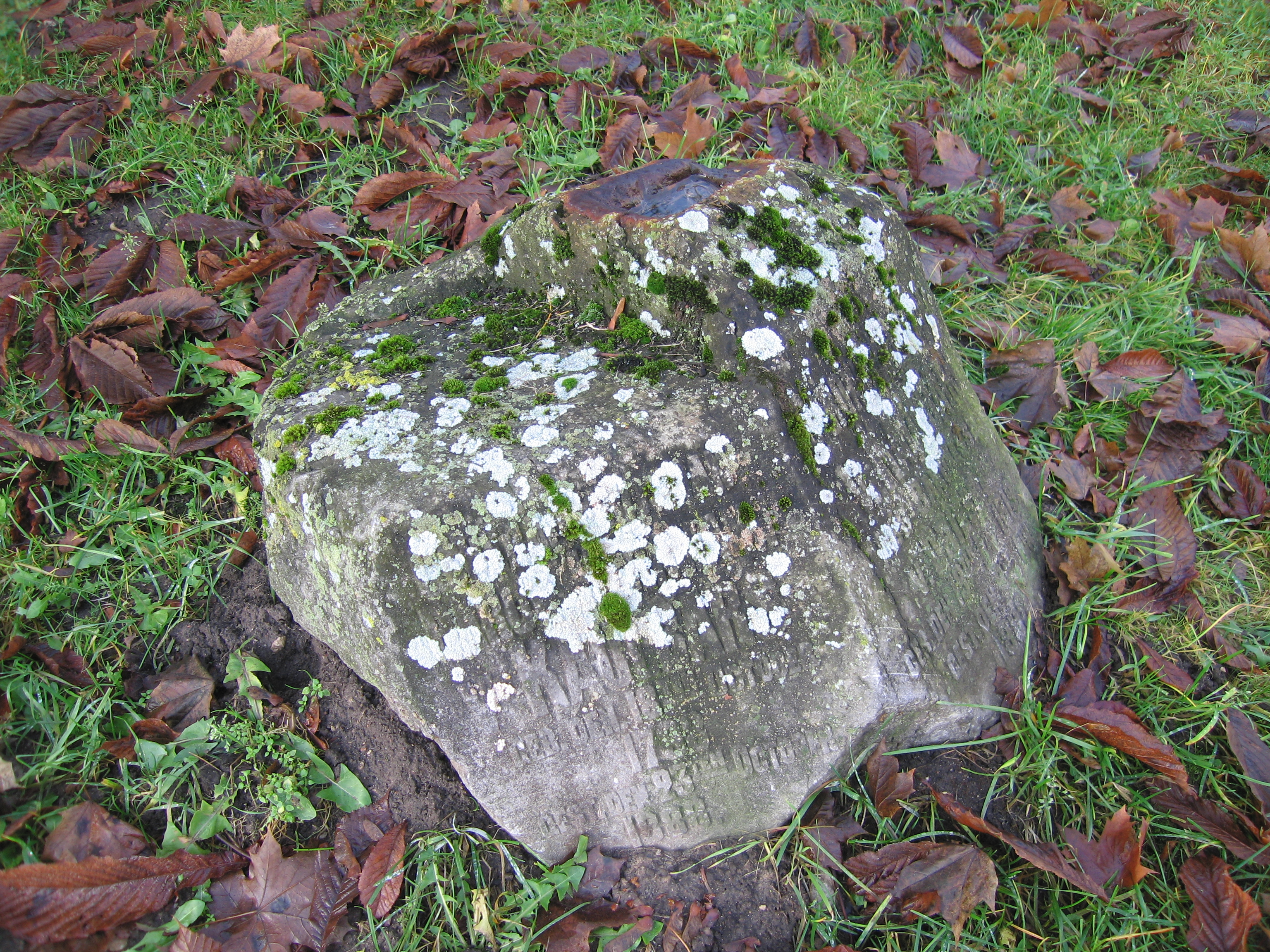
Grafsteen op het kerkhof
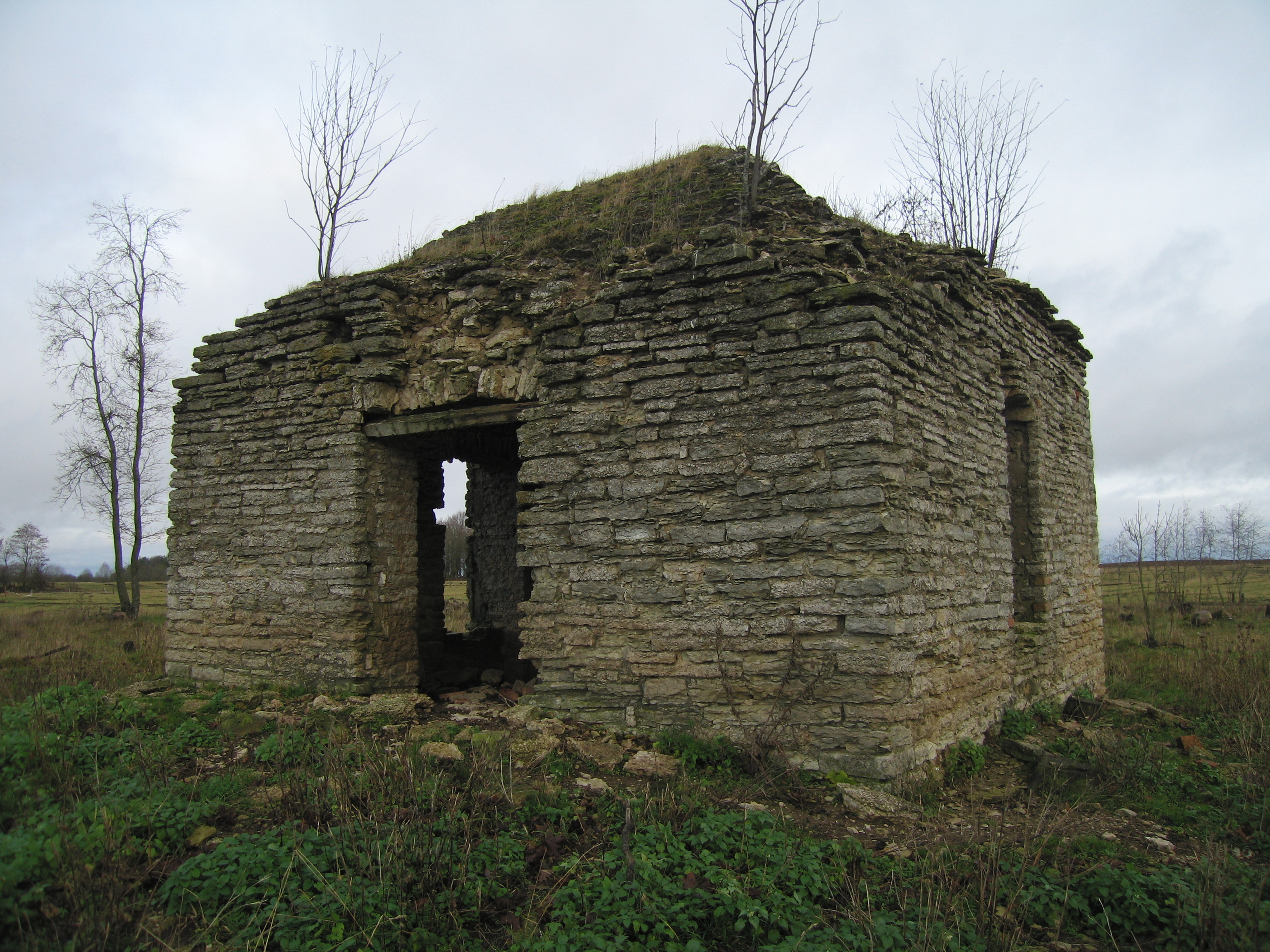
Restant van de kapel op het kerkhof
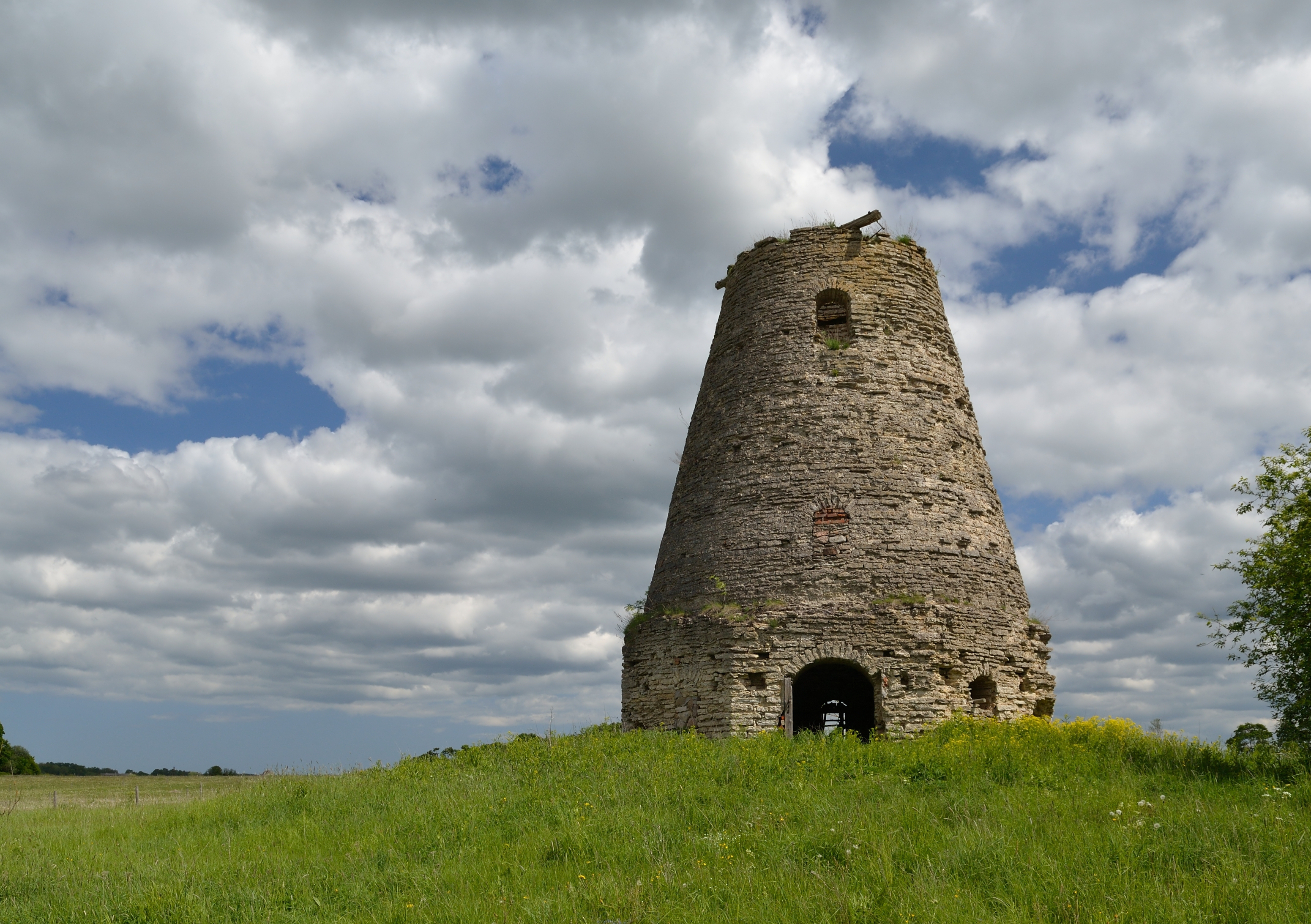
De vroegere windmolen van het landgoed